# Maria Viola
De letterkundige en kunstcritica Maria Viola (Rotterdam, 1 december 1871 – Ouderkerk aan de Amstel, 19 augustus 1951) was medewerkster van de tijdschriften de Katholieke Illustratie, Van Onzen Tijd en van het Algemeen Handelsblad. 
Viola, die zich in 1896 bekeerde tot het katholieke geloof, behoorde tot een jonge garde intellectuelen die zich hard maakte voor een verheffing van het katholieke volksdeel. In haar kunstbeschouwingen die tussen 1900 en 1910 in de Katholieke Illustratie verschenen, behandelde zij vooral de kunst van de Vlaamse Primitieven, de Nederlandse Gouden Eeuw en de Haagse School. Haar dikwijls spirituele en soms ook mystieke beschrijvingen leken op die van kunstpedagoog H.P. Bremmer. Voor de Katholieke Illustratie, immers bedoeld voor een breed publiek, waren ze te hoog gegrepen. Ontslag van haar en haar echtgenoot, C.R. de Klerk (1873-1953), die hoofdredacteur was, volgde in 1910. 
In Van Onzen Tijd (1900-1920), gericht op de katholieke intelligentsia, lag de nadruk op de eigentijdse kunst van vooral Jan Toorop. Net als in de Katholieke Illustratie kreeg vooral de religieuze kunst veel aandacht. Voor de experimentele kunstrichtingen uit de eerste decennia van de twintigste eeuw, met name de non-figuratieve, kon zij weinig waardering opbrengen. Haar laatdunkendheid over de artistieke ontwikkeling van de katholieken, de clerus incluis, maakte dat de weg naar een katholieke krant was afgesneden. Vandaar haar overstap naar het liberale Algemeen Handelsblad (thans NRC) waarin zij tussen 1914 en 1936 het kunstleven in Amsterdam versloeg. Maria Viola laat zich vooral kennen als een kunstcritica van de roomse emancipatie.